# Глуховский 6-й драгунский полк
6-й драгунский Глуховский императрицы Екатерины Великой полк — кавалерийская воинская часть Русской императорской армии. Старшинство — c 30.08.1668 г.
С 1875 года входил в состав 6-й кавалерийской дивизии.

## Места дислокации
- 1820 — Дмитровск Орловской губернии[1]. Полк входил в состав 2-й Кирасирской дивизии.
- 1875 — Щучин Ломжинской губернии.
- 1897—1914 — Остроленка Ломжинской губернии.

## История полка
- Сформирован в 28.06.1783 из малороссийских казаков как Глуховский легкоконный полк.
- С 09.02.1784 — Глуховский карабинерный полк.
- Участвовал в Русско-турецкой войне 1787-91.
  - 1792 — участвовал в русско-польской войне.
  - 1794 — полк принял участие в подавлении восстания Костюшко.
- С 29.11.1796 — Глуховский кирасирский полк.
- С 03.12.1796 — в составе Екатеринославской дивизии.
- 17.05.1797 — хх.хх.1799 — в составе Днестровской дивизии.
- С 31.10.1798 — Кирасирский ген. от кавалерии Михельсона 1-го полк.
- С 13.02.1800 — Кирасирский ген.-лейтенанта фон Бринкена полк.
- С 31.03.1801 — Глуховский кирасирский полк.
- 1806—1807 — участие в русско-прусско-французской войне. Полк действовал в боях под Островом и при Остроленке.
- С 05.02.1806 — в составе кавалерийской бригады 8-й (затем 9-й) дивизии .
- 28.10.1810 — вошёл в состав 2-й (с 02.04.1833 1-й) кирасирской дивизии.
- 1812 — Отечественная война 1812 года. Полк участвовал в Шевардинском бою и последующем Бородинском сражении (в районе Багратиновых флешей), в котором потерял 155 человек. К 1 сентября 1812 года в строю оставалось 365 военнослужащих полка.
- 13.04.1813 — полку пожалованы Георгиевские штандарты образца 1806 года с надписью «За отличіе при пораженіи и изгнаніи непріятеля изъ предѣловъ Россіи 1812 года».
- 1813—1814 — участие в Заграничных походах русской армии. Полк сражался при Лютцене, при Бауцене, под Кульмом, Лейпцигом, Ла-Ротьером, Арси-сюр-Об, под Фер-Шампенуазом и при взятии Парижа.
- 1825 — 1833 — полк находился на военном поселении в Слободско-Украинской губернии.
- с 08.05.1832 — Кирасирский Его Императорского Высочества Великого Князя Михаила Павловича полк.
- с 19.09.1849 — Кирасирский Ея Императорского Высочества Великой Княгини Александры Иосифовны полк.
- с 19.03.1857 — Глуховский Кирасирский Ея Императорского Высочества Великой Княгини Александры Иосифовны полк.
- 27.05.1860 — соединён с Новомиргородским драгунским полком, образовав Глуховский драгунский Ея Императорского Высочества Великой Княгини Александры Иосифовны полк. Вошёл в состав 3-й кавалерийской дивизии.
- 1863 — 1864 — участвовал в подавлении Польского восстания.
- с 25.03.1864 — 6-й Драгунский Глуховский Ея Императорского Высочества Великой Княгини Александры Иосифовны полк.
- 27.07.1875 — в составе вновь сформированной 6-й кавалерийской дивизии.
- 18.08.1882 — 16-й Драгунский Глуховский Ея Императорского Высочества Великой Княгини Александры Иосифовны полк.
- 06.12.1907 — 6-й Драгунский Глуховский Ея Императорского Высочества Великой Княгини Александры Иосифовны полк.
- с 08.07.1911 — 6-й Драгунский Глуховский императрицы Екатерины Великой полк.
- с 29.07.1914 — участие в Первой мировой войне.
- В начале 1918 упразднён.

## Шефы
- 03.12.1796 — 13.02.1800 — генерал-лейтенант (с 24.04.1797 генерал от кавалерии) Михельсон, Иван Иванович
- 13.02.1800 — 10.06.1803 — генерал-лейтенант фон Бринкен, Фёдор Фёдорович
- 10.06.1803 — 24.08.1806 — генерал-майор граф Шувалов, Павел Андреевич
- 05.10.1806 — 07.07.1808 — генерал-майор граф Шувалов, Павел Андреевич
- 16.07.1808 — 16.10.1812[4] — полковник Толбузин, Михаил Иванович
- 29.12.1812 — 01.09.1814 — генерал-майор Леонтьев, Иван Сергеевич[5]
- 23.02.1830 — 28.08.1849 — великий князь Михаил Павлович
- 19.09.1849 — 23.06.1911 — великая княгиня Александра Иосифовна

## Командиры
- хх.хх.1785 — 25.03.1791 — полковник (с 21.04.1789 бригадир) князь Прозоровский, Пётр Александрович
- хх.хх.1792 — после 28.06.1796 — полковник (с 28.06.1796 бригадир) Текутьев, Алексей Григорьевич
- хх.хх.хххх — 04.10.1797 — полковник Леванидов, Пётр Яковлевич
- 21.02.1798 — 10.02.1799 — полковник Есипов, Дмитрий Максимович
- 09.04.1799 — 23.08.1799 — полковник Шрейдерс, Карл Иванович
- 01.10.1799 — 24.02.1800 — подполковник (с 23.10.1799 полковник) Шевич, Николай Егорович
- 07.05.1800 — 24.11.1800 — полковник Ланг, Иван Карлович
- 15.03.1801 — 06.09.1801 — генерал-майор барон Меллер-Закомельский, Егор Иванович
- 20.10.1801 — 17.03.1804 — генерал-майор Телепнев, Иван Иванович
- 17.03.1804 — 27.01.1808 — полковник Бельский, Артемий Ананьевич
- 27.01.1808 — 11.02.1808 — полковник Уманец, Андрей Семёнович
- 11.02.1808 — 16.07.1808 — полковник Толбузин, Михаил Иванович
- 16.07.1808 — 21.01.1809 — полковник Толбузин, Сергей Иванович
- 21.01.1809 — 20.01.1814[6] — командующий майор (с 01.01.1814 подполковник) Кривонос, Василий Игнатьевич
- 01.06.1815 — 28.01.1816 — майор (с 04.01.1816 подполковник) Мирович, Павел
- 28.01.1816 — 01.01.1819 — полковник Бороздин, Владимир Матвеевич
- 13.02.1819 — 22.07.1827 — полковник (с 25.06.1827 генерал-майор) Тарасов, Василий Петрович
- 22.07.1827 — 19.02.1834 — полковник Милен, Василий Фёдорович
- 13.03.1834 — 12.07.1842 — полковник (с 16.04.1841 генерал-майор) Денисов, Василий Семенович[7]
- 12.07.1842 — 23.01.1843 — командующий полковник Штральборн, Генрих Карлович
- 23.01.1843 — 29.12.1847 — полковник (с 06.12.1847 генерал-майор) барон Менгден, Евстафий Романович
- 01.01.1848 — 25.03.1854 — полковник (с 06.12.1853 генерал-майор) Осецинский, Викентий Станиславович
- 25.03.1854 — 14.12.1858 — полковник (с 08.09.1855 генерал-майор) Барач, Павел Степанович
- 14.12.1858 — 27.05.1860 — полковник Грицевич, Идельфонс Францевич
- 27.05.1860 — 28.01.1861[8] — полковник Савоини, Александр Еремеевич
- 30.01.1861 — 18.03.1865 — полковник барон Тизенгаузен, Яков Фёдорович
- 18.03.1865 — 10.01.1870 — полковник Кардашевский, Аполлон Фомич
- 10.01.1870 — 27.10.1876 — полковник барон Сталь фон Гольштейн, Николай Александрович
- 27.10.1876 — 19.12.1882 — полковник Иванов, Николай Фёдорович
- 19.12.1882 — 13.03.1885 — полковник Главацкий, Николай Фёдорович
- 13.03.1885 — 07.11.1890 — полковник Белогрудов, Иван Николаевич
- 09.11.1890 — 17.09.1894 — полковник Фомин, Леонид Петрович
- 22.09.1894 — 23.02.1899 — полковник Вилламов, Николай Артемьевич[7]
- 13.04.1899 — 29.01.1902 — полковник Ватаци, Александр Александрович
- 24.02.1902 — 09.10.1908 — полковник Кудрявцев, Георгий Васильевич
- 09.10.1908 — 21.05.1912 — полковник Дуров, Николай Николаевич
- 13.06.1912 — 07.06.1915 — полковник Олсуфьев, Владимир Александрович
- 08.07.1915 — 06.06.1917 — полковник Шмидт, Артур Адольфович
- 10.06.1917 — хх.хх.хххх — полковник Юматов, Сергей Петрович